# (5433) Kairen
(5433) Kairen es un asteroide perteneciente al cinturón de asteroides descubierto el 10 de noviembre de 1988 por Takuo Kojima desde la Estación Chiyoda, Japón.

## Designación y nombre
Designado provisionalmente como 1988 VZ2. Fue nombrado Kairen en homenaje al yate en el que Kyoko Imakiire hizo su viaje en solitario sin escalas alrededor del mundo durante los años 1991 y 1992. 'Kai' significa 'Mar' o 'Océano' y 'Ren' significa 'Conexión', Kairen es un yate que conecta los mares y los océanos del mundo. Kairen también simboliza a los padres de Imakiire, el nombre de su madre Umiko que significa "un niño del océano" y el carácter chino del nombre de su padre Muraji que también se pronuncia como "Ren".

## Características orbitales
Kairen está situado a una distancia media del Sol de 2,539 ua, pudiendo alejarse hasta 3,107 ua y acercarse hasta 1,972 ua. Su excentricidad es 0,223 y la inclinación orbital 7,797 grados. Emplea 1478,50 días en completar una órbita alrededor del Sol.

## Características físicas
La magnitud absoluta de Kairen es 12,4. Tiene 8,513 km de diámetro y su albedo se estima en 0,267. 